# ㅂ

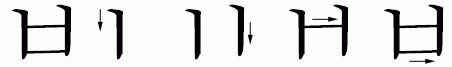
筆順

ㅂは、ハングルを構成する子音字母のひとつ。6番目の字母（『訓蒙字会』以降。『訓民正音』当時は最初の「ㄱ」から濃音を含めなければ7番目、濃音も含めれば9番目）。名称はビウプ（비읍）。

## 音声
唇を閉じて閉鎖を作り、いったん、空気の流れを完全に塞いだ後、一気に破裂させて出す無気両唇破裂音である。朝鮮語の破裂音には帯気するかそうでないかで意味を弁別する対立構造があるうえに、声帯緊張（テンス）を伴うかそうでないかによる対立構造をももつ。この字母は帯気せず、声帯緊張しない通常の破裂音（平音）を表している。
語頭の初声では、無声[p]で発音される。有声音と有声音の間、つまり母音・鼻音・流音と母音の間では、有声[b]であることが一般的である。ただし、これは単純語における規則であり、合成語においては硬音化する場合が多い。
語末や無声子音の前の終声では、唇を閉鎖したまま開放しない内破音[p̚]で発音される。
| 音価 | 終声字                     | 複合終声字           | 複合終声字 |
| 音価 | 終声字                     | 前                   | 後         |
| ---- | -------------------------- | -------------------- | ---------- |
| ㄱ   | ㄱ, ㅋ, ㄲ                 | ㄳ                   | ㄺ         |
| ㄷ   | ㄷ, ㅅ, ㅆ, ㅈ, ㅊ, ㅌ, ㅎ |                      |            |
| ㅂ   | ㅂ, ㅍ                     | ㅄ                   | (ㄼ), ㄿ   |
| ㄹ   | ㄹ                         | ㄼ, ㄽ, ㄾ, ㅀ, (ㄺ) |            |
| ㄴ   | ㄴ                         | ㄵ, ㄶ               |            |
| ㅁ   | ㅁ                         |                      | ㄻ         |
| ㅇ   | ㅇ                         |                      |            |

外来語の表記では、[b] に用いる他、日本語のバ行同様に [v] にも用いられる。日本語のヴのような特別な表記はハングルには無い。また、日本語ではワ行になりがちなドイツ語やロシア語等の [v] にもこれが使われる。（例：ヴァイマル〈Weimar〉→바이마르、モスクワ〈Москва〉→모스크바）

## 訓民正音
『訓民正音』初声体系では唇音の全清に分類されており、訓民正音の世宗序では「唇音如彆字初發聲」と規定されている。その字形は『訓民正音解例』制字解によるとㅁに筆画を加えて作った加画字とされる。これに更に筆画を加えるとㅍとなる。また唇軽音として下にㅇを加えたㅸがある。
字母の名称は『訓蒙字会』（1527年）により비읍（ビウプ、非邑）と名付けられた。
訓民正音によれば、全清であるため、終声に用いれば「入声」となるとされていた。

## 合成語での出現
一部の言葉の個々の語根に/ㅂ/はないが、댑싸리（ホウキギ）、볍씨（種籾）、햅쌀（新米）、접때（この前）のような合成語となると/ㅂ/が出現することがある。これは現代以前の朝鮮語の名残りである。

## ラテン文字転写
初声の場合、文化観光部2000年式では常にbと表記される。マッキューン＝ライシャワー式では無声音で発音されるものはp、有声音で発音されるものはbとなる。終声の場合はどちらの方式でもpと表記される。

## 文字コード
| 名称                   | 用途   | コード | HTML実体参照コード | 表示 |
| HANGUL LETTER BIEUP    | 単体   | U+3142 | &#12610;           | ㅂ   |
| HANGUL CHOSEONG BIEUP  | 初声用 | U+1107 | &#4359;            | ᄇ   |
| HANGUL JONGSEONG BIEUP | 終声用 | U+11B8 | &#4536;            | ᆸ     |